# 満福寺 (栃木県野木町)
満福寺（まんぷくじ）は、栃木県下都賀郡野木町野渡にある曹洞宗の寺院。正式には、山号を西光山、院号を乾亨院、寺号を満福寺という。古河公方ゆかりの寺院である。

## 歴史
戦国時代の明応元年（1492年）に建立された。古河公方足利成氏の開基、東昌寺2世・能山聚藝の開山と伝えられている。寺伝によれば、もとは臨済宗の寺院であり、本尊も鎌倉円覚寺から移されたが、永正元年（1504年）に曹洞宗に改められた（『古河志』）。
江戸時代に火災があったが、安政元年（1854年）に再建、現在に至る。
戦国時代の連歌師猪苗代兼載の墓があることにちなみ、昭和30年代には兼載が好んだ桜が山門前に植えられており、名所となっている。

## 文化財
- 足利成氏の墓：足利成氏は第5代鎌倉公方・初代古河公方。享徳の乱にて室町幕府・関東管領上杉氏と争い、享徳4年（1455年）に鎌倉から古河へ移座した。当寺には成氏の墓に関する記録はないが、本寺にあたる熊谷市上之の龍淵寺には、「満福寺に足利成氏と猪苗代兼載の墓がある」との記録が残されている（『古河志』）[3]。野木町指定文化財[5]。
- 猪苗代兼載の墓：猪苗代兼載は、応仁・文明の乱後に京都で活躍した連歌師。親交のあった宗祇とともに『新撰菟玖波集』の撰集を行った。永正7年（1510年）に古河城下で没した。宗祇の弟子宗長が書いた紀行文『東路の津登』によれば、永正6年（1509年）には、古河公方家侍医田代三喜の治療を受けるため、古河に滞在していた。兼載は第2代古河公方足利政氏とも句を交わしている。現在は、三百回忌にあたる文化6年（1809年）に造立された供養塔が残されている[6][7]。野木町指定文化財[5]。
- 満福寺の板碑：境内にある正元元年銘（1259年）の阿弥陀一尊板碑。栃木県内で最古のものと考えられている[5][1]。野木町指定文化財[5]。

## 交通
- 鉄道
  - 東日本旅客鉄道（JR東日本）宇都宮線古河駅西口から徒歩28分（約2.3 km）、タクシー10分、市内観光用無料レンタル自転車「コガッツ」利用可[8]
  - JR宇都宮線野木駅西口から徒歩54分（約4.6 km）
  - 東武日光線新古河駅東口から徒歩36分（約3.0 km）